# Ramal (metro w Madrycie)

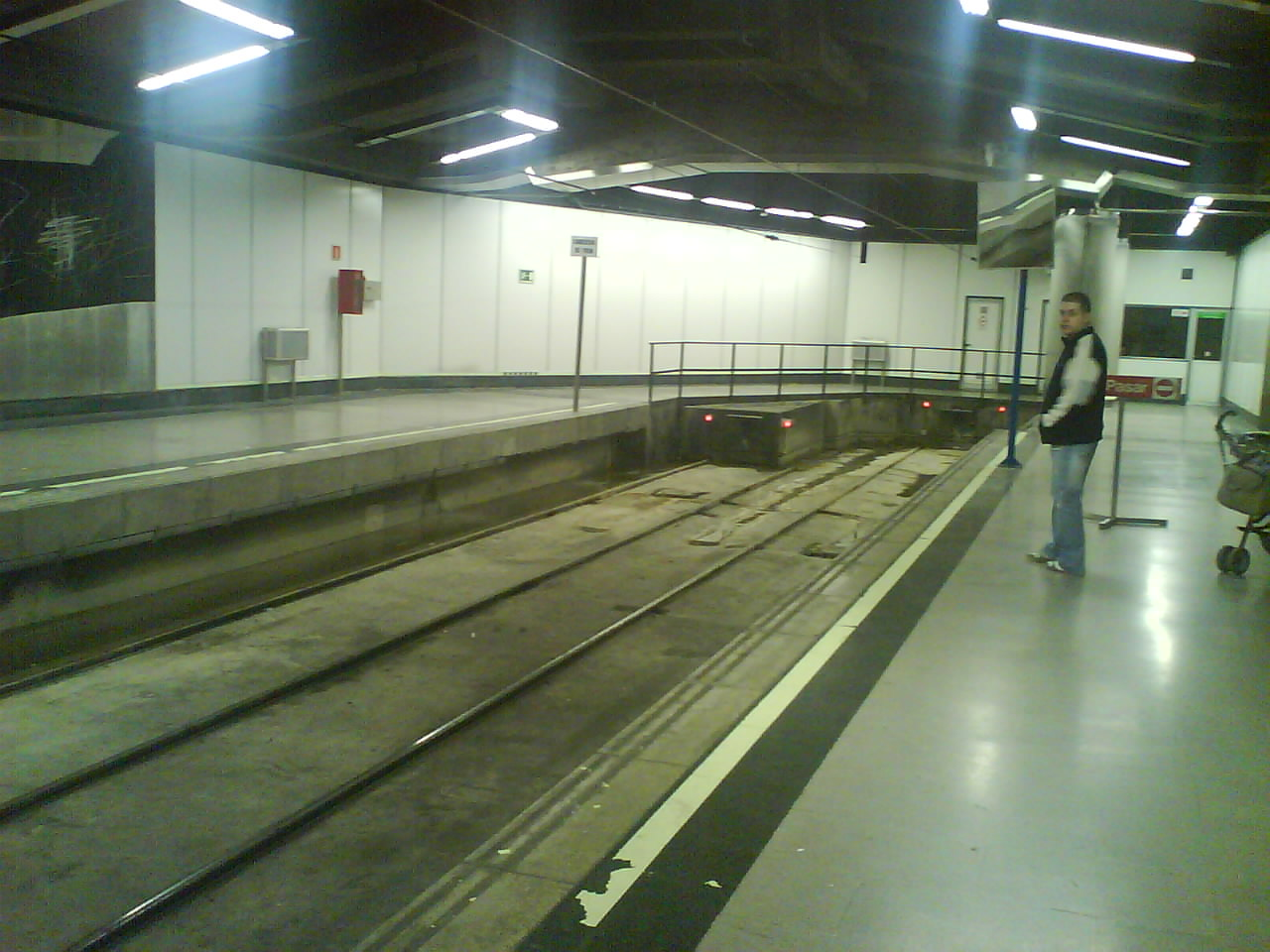
Koniec torów linii Ramal na stacji Príncipe Pío

Ramal () – krótka wahadłowa linia będąca integralną częścią madryckiego metra. Jest to linia o długości 1.092 km podwójnego toru przebiegającego w tunelu w centralnej części Madrytu łącząca stacje Ópera i Príncipe Pío. Tabor na linii składa się z czterech pociągów typu CAF Serie 3000. Linia została otwarta 27 grudnia 1925 r. Zbudowana została w celu szybkiego połączenia z centrum miasta z obecną stacją kolejową Madryt Príncipe Pío, bez korzystania z uciążliwych przesiadek. Jednocześnie Ramal w języku hiszpańskim oznacza oddział.